# شمعة تحترق (مسلسل)
شمعة تحترق مسلسل سعودي عرض على التلفزيون السعودي بعام 1979 
بطوله :
- مطرب فواز
- مريم الغضبان
- عائشة إبراهيم
- عبد الرحمن الخريجي
- زينب الضاحي
- سمير الناصر
- عائشة إبراهيم
- علي إبراهيم
- عبد الله خربيط